# USS Evans (DD-78)
USS Evans (DD-78) – amerykański niszczyciel typu Wickes. Jego patronem był Robley Dunglison Evans.
Stępkę okrętu położono 28 grudnia 1917 w stoczni Bath Iron Works w Bath (Maine). Zwodowano go 30 października 1918, matką chrzestną była D. N. Sewell, wnuczka patrona okrętu. Jednostka weszła do służby w US Navy 11 listopada 1918, jej pierwszym dowódcą był Commander Frank H. Sadler. Służył na Atlantyku.
Po I wojnie światowej okresy służby przeplatał okresami pozostawania w rezerwie.
23 października 1940 wycofany ze służby w US Navy i wcielony do Royal Navy na podstawie umowy niszczyciele za bazy. Nosił nazwę HMS Mansfield. Służył także w marynarce norweskiej (w Wielkiej Brytanii) i kanadyjskiej.
22 czerwca 1944 wycofany ze służby. Złomowany w 1945.